# Takehazuchi
 (avril 2024).
La mise en forme du texte ne suit pas les recommandations de Wikipédia : il faut le « wikifier ».
Les points d'amélioration suivants sont les cas les plus fréquents. Le détail des points à revoir est peut-être précisé sur la page de discussion.
- Les titres sont pré-formatés par le logiciel. Ils ne sont ni en capitales, ni en gras.
- Le texte ne doit pas être écrit en capitales (les noms de famille non plus), ni en gras, ni en italique, ni en « petit »…
- Le gras n'est utilisé que pour surligner le titre de l'article dans l'introduction, une seule fois.
- L'italique est rarement utilisé : mots en langue étrangère, titres d'œuvres, noms de bateaux, etc.
- Les citations ne sont pas en italique mais en corps de texte normal. Elles sont entourées par des guillemets français : « et ».
- Les listes à puces sont à éviter, des paragraphes rédigés étant largement préférés. Les tableaux sont à réserver à la présentation de données structurées (résultats, etc.).
- Les appels de note de bas de page (petits chiffres en exposant, introduits par l'outil «  Source ») sont à placer entre la fin de phrase et le point final[comme ça].
- Les liens internes (vers d'autres articles de Wikipédia) sont à choisir avec parcimonie. Créez des liens vers des articles approfondissant le sujet. Les termes génériques sans rapport avec le sujet sont à éviter, ainsi que les répétitions de liens vers un même terme.
- Les liens externes sont à placer uniquement dans une section « Liens externes », à la fin de l'article. Ces liens sont à choisir avec parcimonie suivant les règles définies. Si un lien sert de source à l'article, son insertion dans le texte est à faire par les notes de bas de page.
- La présentation des références doit suivre les conventions bibliographiques. Il est recommandé d'utiliser les modèles {{Ouvrage}}, {{Chapitre}}, {{Article}}, {{Lien web}} et/ou {{Bibliographie}}. Le mode d'édition visuel peut mettre en forme automatiquement les références.
- Insérer une infobox (cadre d'informations à droite) n'est pas obligatoire pour parachever la mise en page.

Pour une aide détaillée, merci de consulter Aide:Wikification.
Si vous pensez que ces points ont été résolus, vous pouvez retirer ce bandeau et améliorer la mise en forme d'un autre article.
Takehazuchi (天羽槌雄神) est le dieu japonais du tissage. Également connu sous le nom de Shizuri.
C'est un guerrier qui a vaincu le dieu étoile rebelle Amatsu-Mikaboshi (en) pendant le Tenson kōrin,,.
Aux deux passages de l'assujettissement de la terre dans le Nihon shoki et le Kojiki, est annexée la mention d'une divinité étoile nommée Amatsu-Mikaboshi (en) qui a résisté jusqu'au bout, que Takemikazuchi et Futsunushi étaient particulièrement désireux de vaincre. Ce dernier passage déclare que l'être qui a maîtrisé le dieu étoile, appelé Iwai no nushi (斎の大人)  est consacré à Katori, laissant entendre qu'il pourrait s'agir de Futsunushi,. Cependant, le passage précédent dit qu'un dieu nommé Takehazuchi était le vainqueur du dieu étoile,.
Après l'assentiment et le retrait d'Ōkuninushi, les deux messagers ont procédé à la destruction de tous ceux qui refusaient de se soumettre à leur autorité. Ils envoient ensuite le dieu du tissage, Takehazuchi (建葉槌), pour maîtriser le dieu étoile Amatsu-Mikaboshi (en) (香香背男), le dernier rebelle restant contre Takamagahara (Nihon Shoki). Après la disparition de la résistance, le Tenson kōrin pourrait commencer.
Le Kogo shūi l'identifie à Amenohatsuchio, l'ancêtre du clan Shizuri (ja) qui pratiquait le tissage.
Au Shitori-jinja, Takehazuchi et Shitateruhime sont vénérés comme des dieux du tissage.

## Sanctuaires
Takehazuchi est considéré comme l'ancêtre du clan Shitori (倭文氏) du Shitori-jinja,.
Les légendes du Shitori-jinja sont toutes centrées autour de Shitateruhime, selon lesquelles la légende du sanctuaire affirme qu'elle est arrivée à cet endroit en provenance d'Izumo par bateau. Elle a établi sa résidence sur la montagne derrière ce sanctuaire, et après sa mort, elle a été enterrée dans un kofun construit dans l'enceinte du sanctuaire.

## Voir également
- Shitateruhime

## Remarques
1. ↑  lire aussi sous le nom d'Amenohazuchi